# Otto Scharnweber
Otto Scharnweber (* 6. Oktober 1907 in Uetersen; † 7. Juli 1980 in Kiel) war ein deutscher Lehrer und Kunsterzieher.

## Leben
Scharnweber wurde als Sohn des Präparandenlehrers und späteren Oberregierungs- und Schulrats Otto Scharnweber und seiner Ehefrau Maria (geb. Heitmann) geboren. Von 1914 bis 1923 besuchte Scharnweber die Seminarübungsschule und die Realschule in Bad Segeberg. 1926 machte er sein Abitur an der Städtischen Oberrealschule in Bad Oldesloe und besuchte im Sommersemester die Hochschule für bildende Künste in Hamburg. Von 1926 bis 1929 folgte ein Studium an der Staatlichen Kunstschule in Berlin-Schöneberg und am Städtischen Werklehrerseminar Berlin, Scharnweber war zur gleichen Zeit Gasthörer an der Berliner Universität. Am 29. Juni 1928 legte er die Werklehrerprüfung und am 19. Juli 1929 die Künstlerische Prüfung für das Lehramt an höheren Schulen in Berlin ab. Es folgte ein Studium der Germanistik, Kunstgeschichte und Philosophie an der Christian-Albrechts-Universität zu Kiel. Darauffolgend war Scharnweber an verschiedenen Schulen in Schleswig-Holstein tätig, bis er 1932 die Pädagogische Prüfung mit „Gut“ bestand. Von April 1934 bis Mai 1935 war Scharnweber als Studienassessor an der Nationalpolitischen Erziehungsanstalt in Berlin-Spandau und erwarb im Juli 1934 in einem Wehrsportlager der SA unterstellten Geländesportschule „Lockstedter Lager“ das SA-Sportabzeichen. Im Januar 1935 wurde er Mitglied der SS und darauffolgend Schulungsleiter in der 40. SS-Standarte in Kiel. Ab 1937 war Scharnweber Mitglied des NS-Lehrerbundes und der NSDAP, sowie Dozent und Studienrat an der Hochschule für Lehrerbildung und der Lehrerbildungsanstalt in Kiel. Mit der Stilllegung der Hochschulen folgte der Einzug in die Wehrmacht (1937). 1940 war er als Sachbearbeiter in der von SS-Obergruppenführer August Heißmeyer geleiteten Inspektion Deutsche Heimschulen im Reichsministerium für Wissenschaft, Erziehung und Volksbildung Berlin tätig und wurde am 30. Januar 1942 zum Hauptsturmführer im SS-Hauptamt Dienststelle Obergruppenführer Heißmeyer ernannt. Zum 1. April 1944 erfolgte die Ernennung zum Oberstudienrat und die Versetzung als Wissenschaftlicher Hilfsarbeiter in die Inspektion Deutsche Heimschulen Berlin.
1941 war Scharnweber in dem aus den SS-Totenkopfverbänden gebildeten SS-Bataillon „Kirkenes“ in Finnland und ab Oktober 1944 als Hauptsturmführer  der 5. SS-Panzer-Division „Wiking“ in Einsatz. Am 12. Mai 1945 geriet Scharnweber, von der Ostfront kommend, in amerikanische Kriegsgefangenschaft und wurde später interniert. Vom Entnazifizierungs-Hauptausschuss in Schleswig wurde Scharnweber am 12. Oktober 1948 in die Kategorie V (entlastet) eingestuft und war ab 1949 als Volksschullehrer, Oberstudienrat und Kunsterzieher in Kiel tätig. 1972 wurde er in den Ruhestand versetzt. Scharnweber starb 1980 im Alter von 72 Jahren in Kiel.